# 16797 Вілкерсон
16797 Вілкерсон (16797 Wilkerson) — астероїд головного поясу, відкритий 7 лютого 1997 року.
Тіссеранів параметр щодо Юпітера — 3,163.